# Juan F. Fernández
Juan Fernando Fernández Méndez (nacido el 20 de julio de 1989 en Salamanca, Guanajuato), es un futbolista mexicano. Actualmente juega para el Celaya Fútbol Club de la Liga de Ascenso de México como defensa.

## Trayectoria
Hizo su debut en el Celaya Fútbol Club en un partido contra el Atlas.

## Clubes
| Club                        | País   | Año             |
| --------------------------- | ------ | --------------- |
| Celaya Fútbol Club          | México | 2013 - 2015     |
| Tiburones Rojos de Veracruz | México | 2015 - 2016     |
| Celaya Fútbol Club          | México | 2016 - presente |

## Palmarés

### Campeonatos nacionales
| Título                    | Club            | País   | Año  |
| ------------------------- | --------------- | ------ | ---- |
| Copa México Clausura 2016 | Tiburones Rojos | México | 2016 |